# Teodor (Rafalski)
Teodor, imię świeckie Aleksandr Porfirjewicz Rafalski (ur. 9 października?/21 października 1895 w powiecie łuckim, zm. 5 maja 1955 w Sydney) – biskup Rosyjskiego Kościoła Prawosławnego poza granicami Rosji.

## Życiorys
Był synem kapłana prawosławnego, Porfirija Rafalskiego, wywodził się z rodziny, w której mężczyźni tradycyjnie wstępowali do stanu duchownego. Ukończył seminarium duchowne w Żytomierzu w 1914, a następnie studia na wydziale fizyczno-matematycznym Uniwersytetu Kijowskiego. Święcenia diakońskie przyjął 12 maja 1920 jako mężczyzna żonaty, zaś osiem dni później został wyświęcony na kapłana przez biskupa krzemienieckiego Dionizego. W dwudziestoleciu międzywojennym pozostał w Polsce i służył w jurysdykcji Polskiego Autokefalicznego Kościoła Prawosławnego, w diecezji wołyńskiej. Był proboszczem parafii przy soborze Objawienia Pańskiego w Ostrogu, katechetą w instytucie pedagogicznym i w miejscowym gimnazjum. Kolejno był odznaczany kolejnymi nagrodami cerkiewnymi, uzyskując ostatecznie godność mitrata, najwyższą, jaką mógł osiągnąć biały duchowny. W 1928 ukończył studia w zakresie teologii prawosławnej na Uniwersytecie Warszawskim. 
Po śmierci małżonki, co miało miejsce po 1939, złożył wieczyste śluby mnisze. 25 czerwca 1942 został w Ławrze Poczajowskiej wyświęcony na biskupa rówieńskiego (według innego źródła – taganroskiego). Działając w jurysdykcji Ukraińskiego Autonomicznego Kościoła Prawosławnego tymczasowo zarządzał eparchią rostowską, w 1943 był również w eparchii taganroskiej.
W styczniu 1944 wyjechał do Niemiec razem z wycofującymi się z Polski Niemcami. W 1945 przeszedł w jurysdykcję Rosyjskiego Kościoła Prawosławnego poza granicami Rosji. W roku następnym, 2 grudnia, otrzymał nominację na pierwszego ordynariusza nowo utworzonej eparchii Sydney, Australii i Nowej Zelandii. Do Australii dotarł jednak dopiero trzy lata później. W 1949 został podniesiony do godności arcybiskupiej. W Sydney w 1953 dokonał konsekracji soboru katedralnego. Zmarł półtora roku później i został pochowany w sąsiedztwie świątyni.